# 行政院會議
行政院會議，又稱行政院院會，是中華民國行政院的決策機關和國家內閣，為《中華民國憲法》第58條所規定設立，由行政院院長、行政院副院長、行政院政務委員、各部會首長組成，以行政院院長為主席。1948年6月3日，《行政院會議議事規則》發布施行。行政院院長因事不能出席時，由行政院副院長代理主席。行政院院長及行政院副院長均因事不能出席時，由出席者公推其中一人代理主席。行政院會議以過半數之出席為法定人數。
行政院會議議決以下事項：

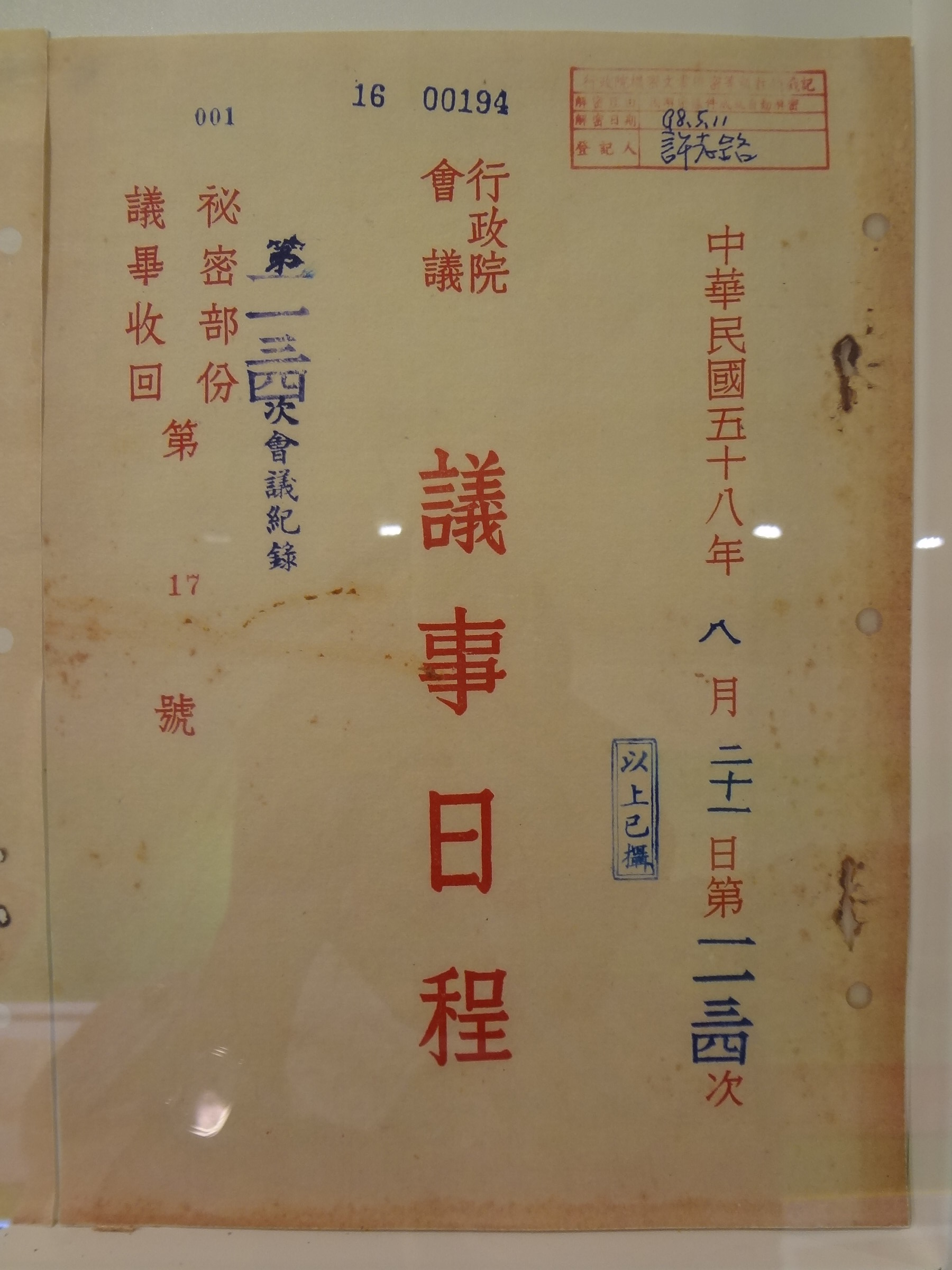
1969年，第1134次行政院會議議事日程

1. 依法須提出行政院會議議決事項，如緊急命令之發布。
2. 依法須提出立法院之事項，如法律案、預算案、戒嚴案、大赦案、宣戰案、媾和案、條約案。
3. 涉及各部會共同關係之事項。
4. 其他重要事項。

行政院會議原則上每週四舉行，必要時行政院院長得召開臨時會議。

## 組成官員
根據《中華民國憲法》第58條、《行政院會議議事規則》第2條，行政院會議的成員為：
- 行政院院長
- 行政院副院長
- 行政院秘書長
- 行政院副秘書長
- 行政院政務委員
- 各部會首長
- 行政院人事行政總處人事長
- 行政院主計總處主計長
- 國立故宮博物院院長
- 中央銀行總裁

## 列席官員
根據《行政院組織法》第11條、《行政院會議議事規則》第2條及第13條，行政院院長得邀請或指定有關官員列席行政院會議。
- 公平交易委員會主任委員
- 國家通訊傳播委員會主任委員
- 中央選舉委員會主任委員
- 直轄市市長
- 其他經行政院院長邀請或指定之其他相關官員

## 議事規則
行政院會議原則上採用多數決；但可否同票、或行政院院長或主管部會首長有異議時，由行政院院長裁決之。因此，行政院會議雖然屬合議制，也兼有濃厚的首長制色彩。

## 外部連結
- （繁體中文）行政院全球資訊網 ─ 行政院內部運作情形 （页面存档备份，存于）
- （繁體中文）行政院全球資訊網 ─ 行政院會議 （页面存档备份，存于）